# Арнольд Эгмонт

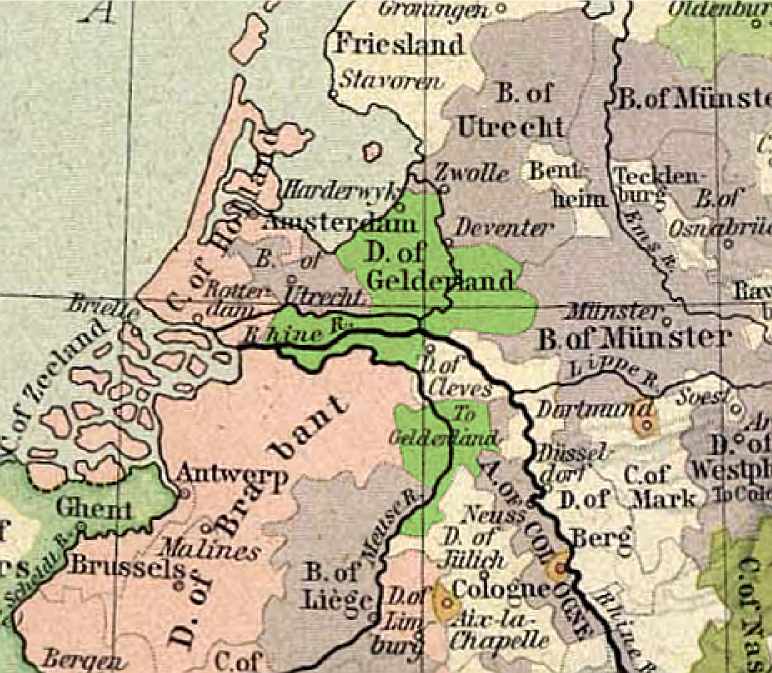
Гельдерн в 1477 г.

Арнольд Эгмонт (фр. Arnold d’Egmont, нидерл. Arnold van Egmond; 1410 — 23 февраля 1473) — герцог Гельдерна и граф Цютфена в 1423—1465 годах и с 1471 года. Сын Яна II сеньора Эгмонта (1385—1451) и Марии д’Аркель (1389—1415).

## Биография
В 1423 году умер герцог Гельдерна Райнальд IV, и его ближайшим родственником и наследником оказался его внучатый племянник Арнольд Эгмонт. Регентом при нём был отец — возможно, что даже до 1436 года.
Арнольд пользовался поддержкой гельдернских штатов благодаря пожалованным им привилегиям. Его также поддерживал герцог Бургундии Филипп III Добрый, на племяннице которого он был женат.
Но в 1457 году Арнольд поссорился с герцогом из-за выборов епископа Утрехта. В 1465 году Филипп Бургундский при поддержке части населения (горожан) сверг Арнольда и посадил на гельдернский трон его старшего сына Адольфа. Арнольд оказался в тюрьме, где провел 6 лет.
В 1471 году бургундский герцог Карл Смелый восстановил Арнольда на гельдернском троне. За это и в обмен на 300 тысяч рейнских флоринов Арнольд (несмотря на противостояние городов) назначил Карла Смелого своим наследником. Так в 1473 году Гельдерн отошёл к Бургундии.

Филипп де Коммин так описывает его биографию и биографию его сына:
Был тогда молодой герцог Гельдернский по имени Адольф, женатый на одной из дочерей из дома Бурбонов, сестре монсеньора Пьера де Бурбона, что живет и ныне; а женился он на ней в доме Бургундского герцога, почему и пользовался некоторым его благоволением.
Он совершил страшный поступок: однажды вечером схватил своего отца, когда тот собирался идти спать, провел его босым в очень холодную пору пять немецких лье, заключил в подвал башни, куда почти совсем не приникал свет, кроме как через слуховое окошко, и продержал его там пять лет 4; из-за этого вспыхнула война между герцогом Клевским, на сестре которого был женат плененный герцог, и этим молодым герцогом Адольфом. Герцог Бургундский несколько раз пытался их примирить, но безуспешно. В конце концов к этому приложили руку папа и император, и герцогу Бургундскому было велено любыми средствами освободить герцога Арнольда из тюрьмы. Он так и сделал, ибо молодой герцог не осмелился ему отказать, видя, сколь многие важные лица вмешались, в это дело, и боясь герцога Бургундского. Я несколько раз видел, как они спорили в зале на заседании большого совета и как добрый старик вызывал своего сына на поединок. Герцог Бургундский очень хотел их примирить, испытывая симпатию к молодому. Последнему был предложен пост губернатора, или управителя, области Гельдерн со всеми доходами, за исключением маленького городка Граве, лежащего близ Брабанта, который вместе с доходами от него должен был остаться у отца, который получил бы еще и 3 тысячи флоринов пенсии. Таким образом, у отца остался бы доход в 6 тысяч флоринов и титул герцога, как и положено. Вместе с другими, более опытными людьми меня отправили передать это предложение молодому герцогу, который ответил, что предпочел бы бросить своего отца вниз головой в колодец, с тем чтобы и его самого сбросили туда же, нежели заключать такое соглашение, ибо его отец пробыл герцогом 44 года — так пора уже и ему стать герцогом; но что он охотно даст ему 3 тысячи флоринов в год при условии, что он никогда более не появится в герцогстве. Он наговорил еще много другого, столь же безрассудного.
Случилось это как раз тогда, когда король захватил Амьен у герцога Бургундского, находившегося с теми двумя, о которых я рассказываю, в Дуллане. Озабоченный своим положением, герцог поспешил в Эден и забыл об этом деле. Тогда молодой герцог, переодевшись французом, бежал в сопровождении одного спутника в свои земли. Переправляясь через реку возле Намюра, он заплатил за переправу один флорин. Его заприметил некий священник, у которого зародились подозрения, и он переговорил об этом с извозчиком. Тот всмотрелся пристально в лицо того, кто заплатил флорин, и узнал его; его схватили и отвезли в Намюр, где он и пробыл в заключении до смерти герцога Бургундского, пока его не освободили гентцы. Они хотели его женить на той, которая впоследствии стала герцогиней Австрийской, и повели с собой в Турне; там он, лишенный охраны, был .злодейски убит — господь, видимо, не счел его пребывание в тюрьме достаточным отмщением за оскорбление, нанесенное им отцу.
Отец его умер еще до кончины герцога Бургундского, когда сын находился в тюрьме; умирая, он ввиду неблагодарности сына оставил все наследство герцогу Бургундскому. Воспользовавшись этой распрей, герцог Бургундский в то время, о котором я говорю, завоевал герцогство Гельдерн, хотя и встретил там сопротивление.

## Семья
Арнольд Гельдернский 26 января 1430 года женился на Екатерине Клевской (1417—1479), дочери Адольфа I Клевского и Марии Бургундской — дочери Жана Бесстрашного. Дети:
- Мария Эгмонт (1432—1463), с 1449 жена Якова II Стюарта Шотландского (1430—1460)
- Маргарита (1436—1486), с 1454 жена пфальцграфа Фридриха I фон Зиммерн (1417—1480)
- Вильгельм, умер в молодости
- Адольф (1438—1477), герцог Гельдерна
- Екатерина (1439—1496) — возможно, тайно была замужем за льежским епископом Луи де Бурбоном; от их старшего сына Пьера де Бурбон-Бюссе ведет своё начало род Бурбон-Бюссе.

Также у Арнольда Гельдернского было 8 незаконнорождённых детей.